# Тунельна долина

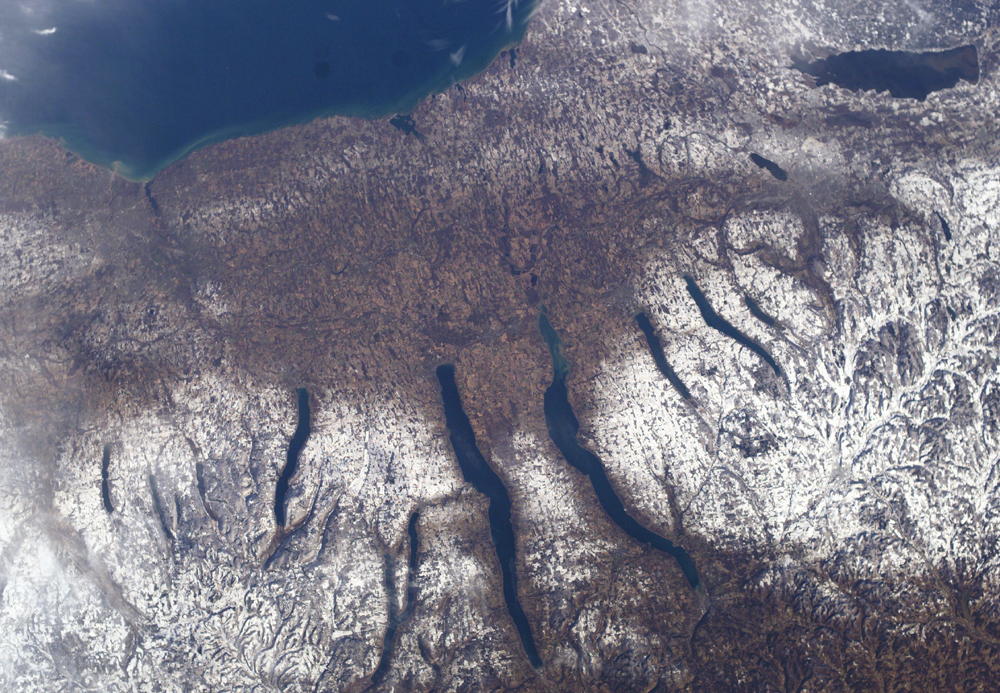
Фінгер-Лейкс штату Нью-Йорк на південь від озера Онтаріо — заповнені водою тунельні долини.

Тунельна долина — велика, довга, U-подібна долина, яка початково утворилась під льодовиком поблизу межі континентальних льодовикових щитів, таких, який зараз покриває Антарктиду і раніше охоплювали частини всіх континентів протягом останніх льодовикових періодів.
Відомі тунельні долини довжиною до 100 км, шириною до 4 км і 400 метрів у глибину.
Тунельні долини утворювались внаслідок підльодовикової ерозії скельного/осадового підґрунтя водою і слугували підльодовиковими шляхами дренажу великих обсягів талої води. Їх поперечні перерізи демонструють круті стіни, схожі на стіни фіордів, і пласкі днища, характерні для підлідної льодовикової ерозії.
Зараз, після відступу льодовиків, вони виглядають як сухі долини, озера, западини моря і замулені осадами території. Якщо вони заповнені осадами, їх нижні шари заповнені в першу чергу льодовиковими, гляциофлювіальними або льодовиково-озерними (англ. glaciolacustrine) осадами, доповненими верхніми шарами помірного заповнювача. Вони були знайдені в районах, раніше покритих льодовиками, в тому числі в Африці, Азії, Північній Америці, Європі, Австралії та в акваторії Північного моря, Атлантичного океану і у водах поблизу Антарктиди.
У фаховій літературі, тунельні долини з'являються під кількома назвами, включаючи: тунельні канали, підльодовикові долини, крижані дороги, зміїні кільця і лінійні розрізи.

## Важливість
Вивчення тунельних долин важливо, тому що:
- вони слугують як маркер областей з потенціалом для ефективної розвідки нафти, наприклад в Африці;
- їх скельні кордони та заповнення льодовиковими осадами робить їх ефективними водоносними горизонтами у багатьох регіонах;
- інженерам ґрунтів необхідно враховувати варіації, які вони мають, при проходці тунелів та облаштуванні фундаментів;
- вони слугують один з кількох маркерів, що позначають кордони колишнього зледеніння.

Тунельні долини відіграють корисну роль у визначенні багатих на нафту територій в Аравії і Північній Африці. Відкладення Верхнього Ордовика–Нижнього Силуру  містять багатий вуглецем шар чорних сланців приблизно 20 метрів товщиною. У цих сланцевих родовищ знаходиться близько 30 % світових запасів нафти. Хоча походження цих родовищ знаходиться в стадії дослідження, було встановлено, що сланці часто розташовані згори льодовикових і льодовиково-морських відкладень, що утворилися в ~445 млн років тому під час  Хірнантського зледеніння. Виникнення сланців було пов'язано зі збагаченням талими льодовиковими водами морського мілководдя поживними речовинами. Тому наявність тунельних долин вважається ознакою присутності нафти в цих районах.
Через тунельні долини відбувається скид значної частини всіх талих вод з льодовиків. Дренаж талої води впливає на потік льодовикової криги, що важливо для розуміння тривалості льодовикових–міжльодовикових періодів, а також допомагає у виявленні циклічності льодовиків, проблеми, яка є важливою для дослідження палео-навколишнього середовища.
Тунельні долини зазвичай прокладені ерозією в скелі і наповнені уламками різних розмірів, принесеними льодовиками. Ця конфігурація робить їх відмінними для збору і зберігання води. Тому вони грають важливу роль які водоносні горизонти на більшій частині Північної Європи, Канади і США.

## Характеристики

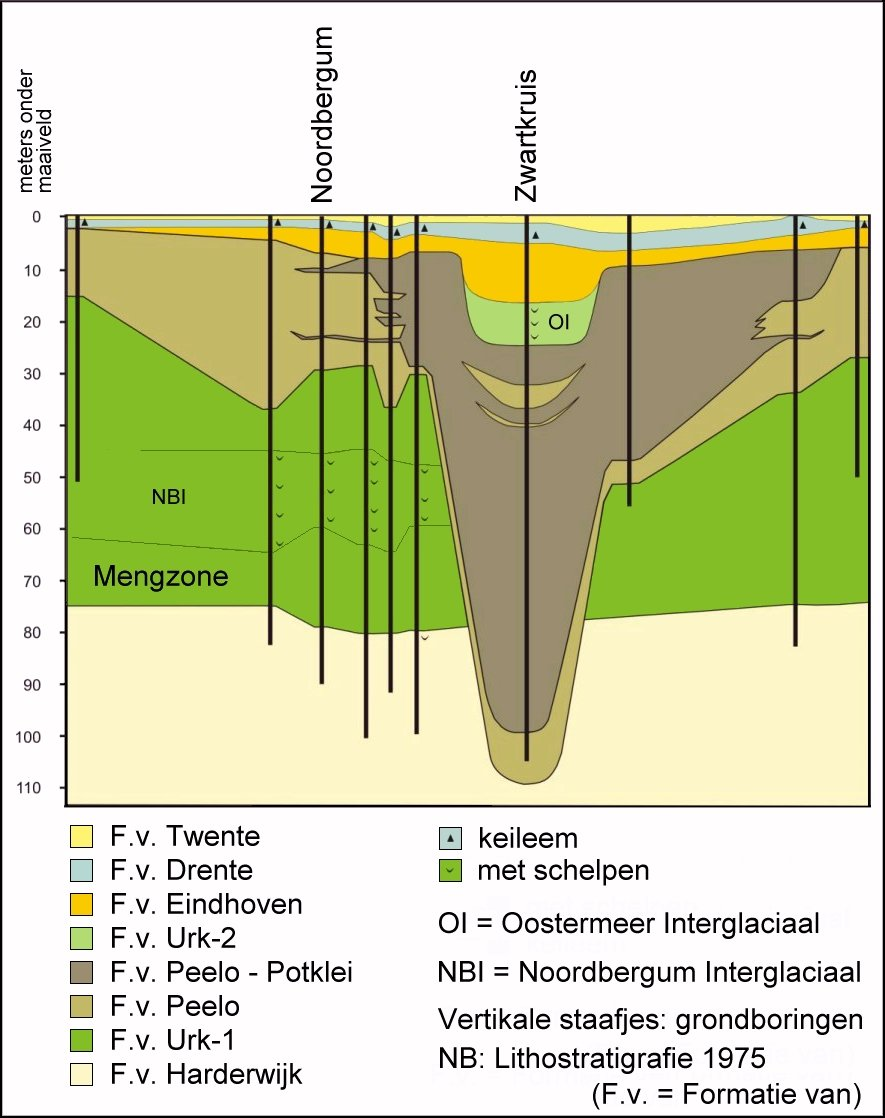
Малюнок данською демонструє поперечний розріз тунельної долини, заповненої відкладами після ерозії скельної основи.

Приховані, відкриті та частково заповнені
Тунельні долини спостерігались яв відкриті долини або як долини, частково чи повністю поховані під шаром осадів, часто принесеним льодовиками. Долини можуть бути вирізані у скельній основі, піщаній чи глинистій.
Частина тунельної долини може підніматись вгору, адже вода могла йти вгору під тиском у фактично закритій трубі, якою такі долини були під льодовиками. Наприклад у Доггерланді (затонулій суші, яка зараз є частиною дна Північного моря) існують заповнені тунельні долини, які текли з півночі на південь через заглиблення Зовнішнього Сільверпіта.
Розміри
Тунельні долині різняться за глибиною та довжиною каналу; наприклад у Данії відомі долини шириною 0,5-4 км та довжиною 50–350 метрів. Їх глибина та висота дна над рівнем моря також змінюється вздовж їх напрямку, деколи утворюючи заглиблення, які є значно глибшими, ніж секції вгору або вниз течії від них, вони вирізані у скельній породі, а їх сторони часто асиметричні.
Тунельні долини часто утворюють відносно прямі сегменти, паралельні і незалежні один від одного. Маршрут тунельної долини може періодично перериватись; цей розрив може включати перешийок піднятого ескера, що вказує на перебіг каналу певну відстань через кригу. Менші секції переважно мають 5-30 км у довжину; у деяких випадках секції формують більший патерн безперервного каналу, який складається зі смужок заглиблень, які можуть сягати довжини 70-100 км.
Структура
Верхня секція — секція, найдальше заглиблена у льодовик — складається з системи рукавів, схожої на анастомозні патерни рукавів у верхній течії річок (на противагу дендритним патернам). Тунельні долини часто раптово починаються і закінчуються. Вони мають витягнуті профілі з найбільшою глибиною та найбільшою площею перетину у середині потоку. Долини закінчуються через відносно коротку відстань піднятими віялами витоку на кордоні криги льодовика та відступними моренами. Тунельні долини часто розташовані паралельно, у регіонах, які мають ознаки льодовикової ерозії внаслідок абразії та можуть мати льодовикову штриховку та баранячі лоби. У Мічигані канали тунельних долин дещо розходяться, з середньою відстанню між ними у 6 км та стандартним відхиленням у 2,7 км.
Тунельні долини часто перетинають градієнт ділянки — і в результаті їх можуть перетинати сучасні мережі струмків. Наприклад, притоки річки Каламазу перетинають приховану тунельну долину, заповнену кригою та уламками, майже під прямим кутом. Тунельні долини, утворені наступними заледеніннями, можуть перетинати одна одну.

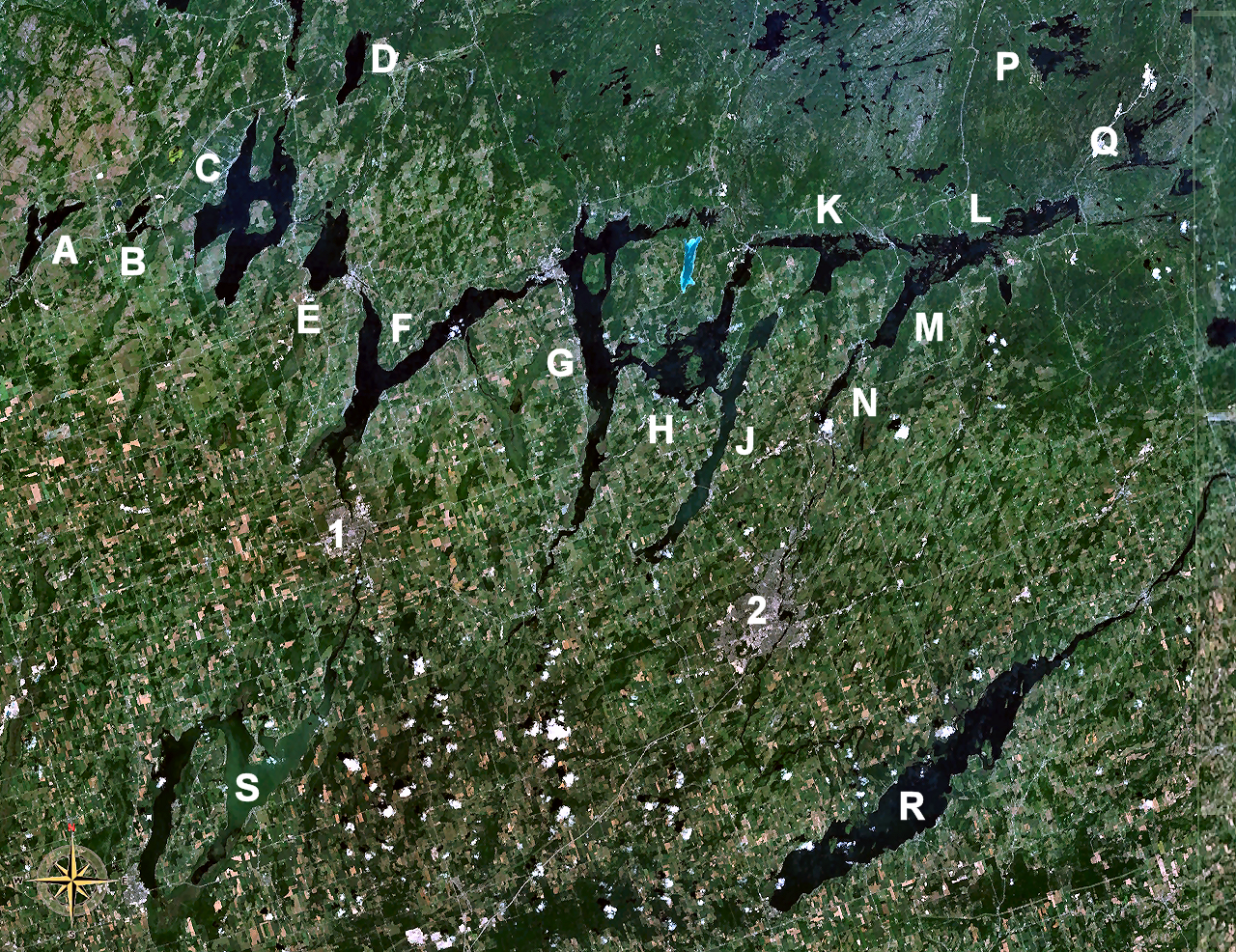
Озера Каварта в Онтаріо сформувались у тунельних долинах Пізнього Вісконсинського заледеніння. Потік води був з верхнього правого кута у нижній лівий кут фото. Також тут існують приховані тунельні долини, які можна побачити при уважному розгляді за відмінністю рослинного покрову.

Залишки тунельних долин часто заповнені витягнутими озерами, сформованими зникаючими ріками. Часто вони також мають ознаки пізніших відкладів, таких як ескери.
Свідчення механізмів ерозії
За результатами наявних досліджень, основним джерелом ерозії тунельних долин є ерозія від потоку талої води. Одним з джерел таких потоків є періодичні єкуллойпи від підльодовикових озер; приклади цього спостерігались в Антарктиді. Хоча існують свідчення і крижаної ерозії, наприклад льодовикова штриховка скельної основи, вони спостерігаються лише у найширших тунельних долинах та вважаються другорядними за впливом.
Підльодовикове розташовування каналів таких долин переважно орієнтоване паралельно до ліній потоку льодовикової криги — тобто вони простягаються від ділянок з більш товстим льодовиковим щитом до ділянок з тоншим шаром криги. Вони можуть мати зворотні градієнти (нахил вгору), які є наслідком руху талої води під тиском через перепони — хребти та пагорби скельної основи льодовика.
Тунельні долини можуть формуватись під дуже товстим шаром льодовикової криги — приклади відомі на дні озера Верхнє та на дні океану біля Антарктиди.

## Теорії формування тунельних долин
Хоча існує загальний консенсус про важливість талої води для утворення тунельної долини, теорії мають різні погляди на її роль:
Теорія сталого стану, запропонована Бултоном та Хіндмаршем.
Вони припускають, що тунельні долини формуються у нещільних відкладах, коли тала вода під тиском тече через спочатку вузький підльодовиковий канал. При поступовому вимиванні осадів талою водою, крига льодовика під власною вагою осідає у цей канал, розширюючи і заглиблюючи його механізмом позитивної зворотної реакції, що створює тунельну долину.
Ця теорія фактично є розширенням на більші масштаби відомих механізмів руху талих вод льодовиків помірних та субполярних широт. У таких льодовиках, тала вода рухається струмками по поверхні льодовика поки не знайде вертикальну шахту (млин, фр. moulin) у ньому. Через неї вона потрапляє під льодовик, де приєднується до підльодовикової води, утвореної геотермальним теплом. Частина води просочується у підземні водоносні горизонти під льодовиком, а надлишок рухається або каналами, які створені ерозією у скельній основі або осадах під льодовиком (так звані канали Ная), або вгору і вбік каналами у кризі льодовика (так звані канали Ротлісбергера), і врешті витікає на кінці льодовика.
Хоча ця теорія сталого стану приваблива масштабуванням теорії формування каналів Ная у осадах, її слабкість в тому, що вона передбачає формування тунельних долин лише потоком води у неконсолідованих осадах, як зазначено вище, починаючи з вузького каналу з подальшою деформацією криги під власною вагою та формуванням все більшої тунельної долини. Однак теорія сталого стану не пояснює ерозії скельної основи, яка широко спостерігається.
Ерозія внаслідок єкуллойпу.
Петровський запропонував теорію, що у деяких випадках льодовикові щити можуть мати холодну основу — коли вони наповзають на замерзлу землю (вічну мерзлоту) і їх основа над нею також замерзає на вічну мерзлоту. Тала вода накопичується позаду завершення цієї замерзлої криги доки не утвориться достатній тиск для прориву криги; тоді утворюється катострофічний потік талої води (наприклад ісландські єкуллойпи), який пробиває тунельну долину у скельній чи осадовій основі.
Існують свідчення періодичності витоків талої води; їх причиною може бути таким процес: під дією гравітації тала вода просочується вниз і збирається у басейнах під кригою, крига поступово піднімається, площа та об'єм підльодовикового озера зростають, — врешті решт піднімається достатньо криги, щоб відкрити шлях (канал) до витоку води з-під льодовика. Але якщо попереднього каналу не існувало, потік води спочатку утворює широкий єкуллойп, який може мати ширину до десятків кілометрів, але в міру потоку він еродує скельну основу та кригу згори, утворюючи канал, а зниження тиску на кригу льодовика опускає його на попередню поверхню, що у сукупності закриває широкий потік та спрямовує його залишки у новоутворений канал. Напрямок каналу переважно визначається товщиною криги над потоком, і лише в другу чергу — градієнтом основи, тому потік може «текти вгору», коли тиск криги спрямовує воду у регіони меншої товщини льодовика доки вона не потрапить на його поверхню або не знайде інший шлях назовні. Відповідно конфігурація тунельних долин різних заледенінь дає уявлення про товщину льодовика на час їх утворення, особливо якщо початковий рельєф поверхні під льодовиком не був різноманітним.
За аналізом Петровського, річний типовий обсяг накопичення талої води 642 млн м³ виливався через пов'язану з ним тунельну долину менше ніж за 48 годин. Уламки, які знаходять у тунельних долинах, часто складаються з необроблених валунів — що вказує на великі швидкості потоку та дуже ерозійне середовище.
Ерозія вгору по льодовику
Вінгфілд запропонував теорію, що тунельні долини утворюються поступово, коли верхівя долини поступово відступає вгору в напрямку витоку льодовика у процесі дегляціації.

### Спільні риси теорій тунельних долин

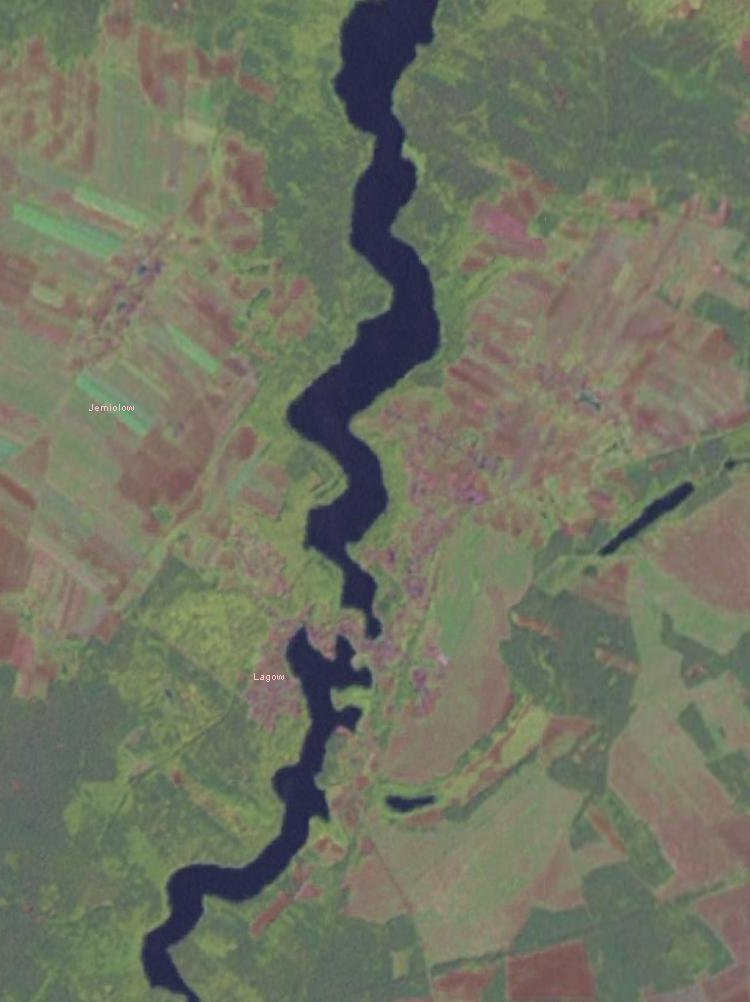
Стрічкове озеро у Польщі сформувалось як тунельна долина. Зверніть увагу на різну ширину та перетинки між сегментами долини. Також на фото видно інші, заповнені осадами, тунельні долини (два менші озера справа)

Спільною для всіх теорій є підльодовикова тала вода; її потік є ключем для розуміння формування каналів. Тала вода може утворюватись на поверхні льодовика, під ним, або і там і там; текти вона також може по поверхні чи під льодовиком, але риси їх потоку будуть відрізнятись. Надльодовиковий потік подібних до потоку у всіх поверхневих середовищах — вода тече з більш високої точки до нижчої під дією гравітації. Підльодовикова вода (яка утворилась таненням в основі льодовика чи просочилась з поверхні під дією гравітації) збирається в основі льодовика у басейнах (карманах), над якими сотні метрів криги. Гідравлічний тиск води, яка збиратиметься у такому підльодовиковому озері, зростатиме в міру просочення води згори через кригу поки не стане достатньо великим, щоб пробити шлях через кригу або підняти її над собою.
Періодичні раптові витоки підльодовикової води спостерігались при русі підльодовикової води між підльодовиковими озерами під Східно-Антарктичним льодовиковим щитом. Дані супутників показали, як загальний витік об'ємом 2 км³ просунувся на ~260 км за період менше року. Коли потік зменшився, крига від власною вагою опустилась на тунель і підземне озеро знову закрилось. Була створена модель потоку, яка показала можливість утворення каналів у кризі та/або осадах, а саме, що геометрія криги та скельної основи включала секції, які б заморозили і заблокували потік, якщо б там не було ерозії осадового шару під льодовиком з утворенням каналу для подальшого потоку води не в кризі, а в цьому шарі. При поєднанні даних цього витоку та даних аналізу ісландських єкуллойпів дає певні підстави для поєднання гіпотези єкуллойпів з окремими рисами теорії сталого стану.

### Процес заповнення після ерозії
Тунельні долини мають схожі характеристики незалежно від того, утворились вони на суші чи у підводному середовищі, через те, що вони формуються дією великого тиску води під товстим льодовиковим щитом, який присутній і у підводному середовищі.
У залежності від типу дегляціації, тунельні долини можуть лишатись відкритими, частково або повністю заповненими. Заповнені тунельні долини часто є добрими резервуарами для водоносних горизонтів або нафти, адже долини формувались на межі криги льодовика і більш грубі валуни пісковиків та інших осадових порід при його відступі осідали перші і розташовані по зовнішніх межах тунельної долини — на дні та по боках. А коли крига достатньо відступала, починали відкладатись більш дрібні осади водного середовища (озеро, струмок, припливні чи морські тощо) в залежності від товщі води перед льодовиком.

## Географічний розподіл

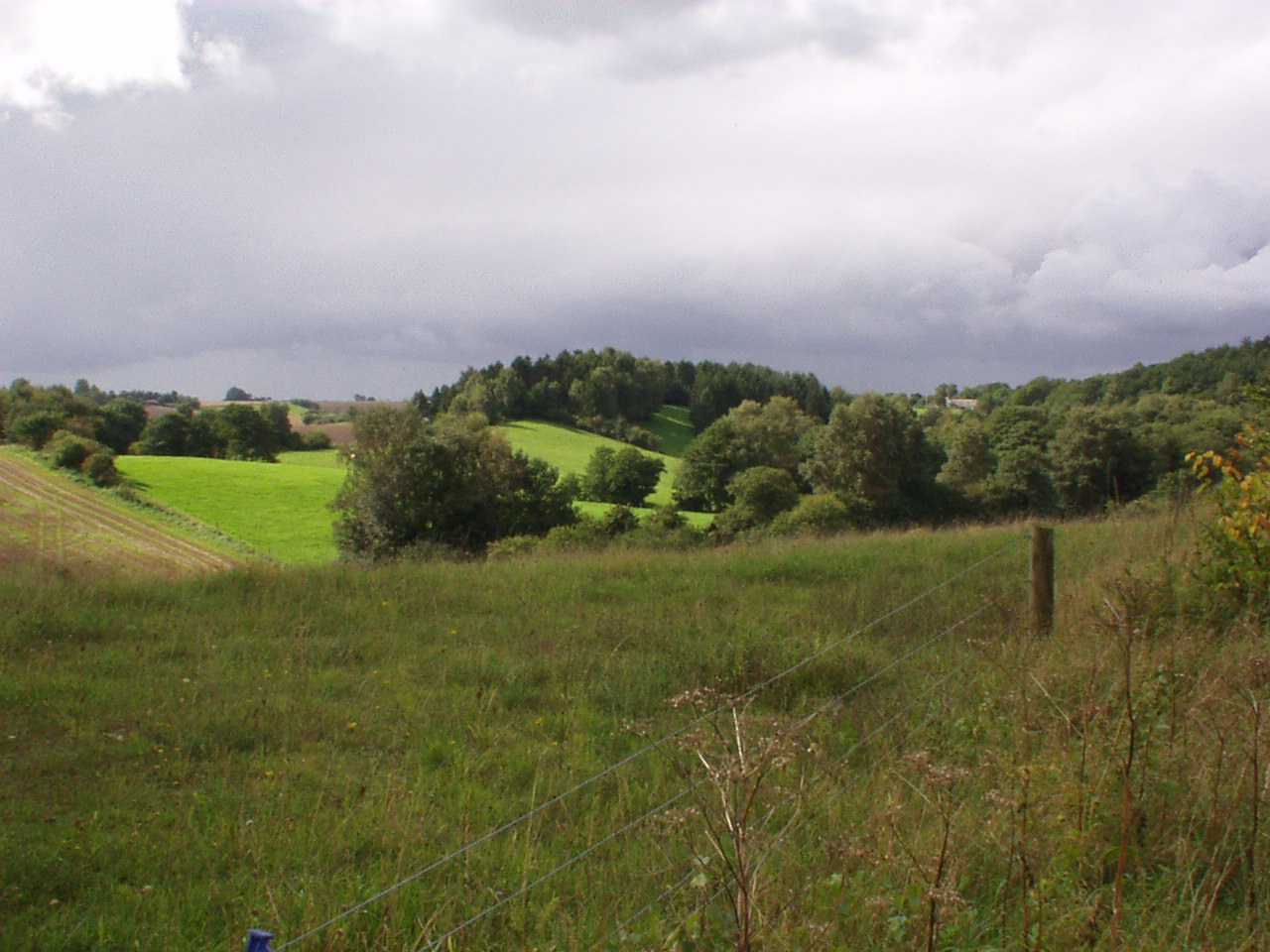
Пейзажі з тунельними долинами острова Зеландія, Данія.

Тунельні долини, утворені льодовиками, виявлені на кожному континенті.
Африка
Тунельні долини, які пов'язують з заледенінням Пізнього Ордовика, відомі у країнах північної Африки, у тому числі Лівії. Ці масштабні заповнені канали з пісковика є вражаючою рисою льодовикових осадів північного кордону Гондвани. Вони мають розміри 10-200 м у глибину та 500-3000 метрів у ширину. Тунельні долини вирізані к скельній основі та прослідковуються у довжину 2-30 км. У Мавританії, у західній Сахарі, дослідження заповнених тунельних долин показало їх льодовикове походження на березі та континентальному шельфі Гондвани та заповнення матеріалом, принесеним таненням льодовиків.
У північній частині провінції Кейп, ПАР, знайдена система тунельних долин Пермсько-вугільного періоду.
Антарктика
В Антарктиці формування тунельних долин спостерігається у поточний час під льодовиковим щитом.
Азія
Під час пізнього Ородовика, східна Гондвана була вкрита льодовиковими щитами. Внаслідок цього в Йорданії та Саудівській Аравії існують великі структури заповнених тунельних долин.
Австралія
Відкриті золотодобувні кар'єри поблизу Калгурлі, Західна Австралія, відкрили широку мережу еродованих льодовиками долин, заповнених валунною глиною та глинистими сланцями, які були прорізані льодовиковим щитом Пілбара пізнього Палеозою.
Європа
Тунельні долини та пов'язані риси, спричинені льодовиками, були знайдені у таких країнах, як Білорусь, Велика Британія,Данія, Німеччина, Бельгія, Польща, Росія, Україна, північна Франція, Нідерланди, Фінляндія, Швеція та Норвегія. Їх детально досліджували у Данії, північній Німеччині та північній Польщі, де товстий льодовиковий щит останнього та попередніх заледенінь, стікаючи з гір Скандинавії, почав підніматися по північно-європейському схилу за рахунок висоти накопичення криги над Скандинавією. Їх розташування вказує на напрямок стікання криги на час формування таких долин. Багато тунельних долин знайдено у Великій Британії (наприклад, Чеширі) та на дні Північного моря.
Прикладами озер, які сформувались у тунельних долинах, є Руппінер-Зее (Східний Прігніц-Руппін, Бранденбург), Вербеллінзее та Швілохзее, всі у Німеччині.
Північна Америка
Озеро Оканаган — велике, глибоке стрічкове озеро у долині Оканаган, Британська Колумбія, яке заповнило тунельну долину Оканаганського рукава Кордильєрського льодовикового щита. Озеро має 135 км у довжину, 4-5 км у ширину та площу дзеркала поверхні 351 км².
У північному Айдахо та Монтані є свідчення формування тунельних долин під Пурсельським та Флетхедським рукавами Кордильєрського льодовикового щита.
Тунельні долини у південно-східній Альберті утворюють зв'язану, розгалужену мережу з Сейдж Крік, Лост Рівер та Мілк Рівер і в цілому стікають на південний схід.

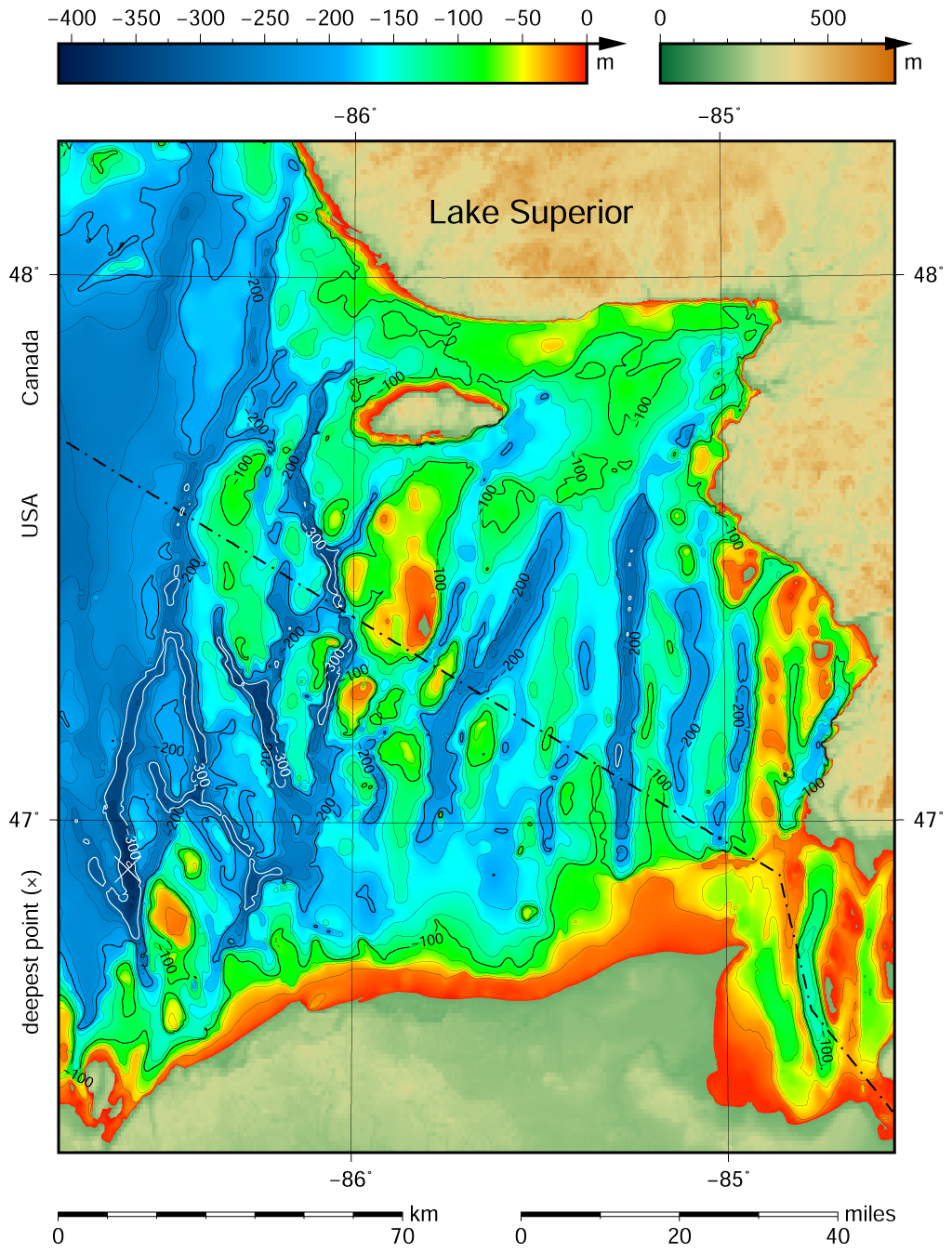
Батиметрична карта східної частини озера Верхнє, яка показує затоплені тунельні долини.

Тунельні долини також відомі у штатах Міннесота, Вісконсин та Мічиган на кордонах Лаврентійського льодовикового щита. Прикладами тунельних долин у скельній основі є водоспади річки Воррен і декілька заповнених долин, які поховані під шарами осадів від льодовиків, які їх створили, але які можна прослідкувати у Чейн-оф-Лейкс в Міннеаполісі та озерах і сухих долинах у Сент-Полі (все — Міннесота).
Озера Каварта, Онтаріо, утворились у період Пізнього Вісконсинського заледеніння. Тала вода з Ніагарського уступу текла тунельними долинами під кригою та сформувала канал у напрямку захід-схід між головним Лаврентійським льодовиковим щитом та масою криги у долині озера Онтаріо.
Каньйон Седар Крік у окрузі Аллен, Індіана, також є тунельною долиною. Це дуже вузький, прямий каньйон 15-30 метрів глибини, через який проходить частина нижньої течії Седар Крік, найбільшої притоки річки Сент-Джозеф.
У Лаврентійському каналі біля берегів східної Канади були виявлені численні тунельні долини, які починаються з затопленої долини річки Святого Лаврентія, яка також має льодовикове походження. Сейсмічні дослідження наповнень тунельних долин вказують на їх різний вік. Наймолодші утворились невдовзі після Останнього льодовикового максимуму; вони є результатом ерозії підльодовиковою водою східного Шотландського шельфу поруч з берегом Нової Шотландії і починаються від Лаврентійського каналу на південь від протоки Кабота. Сейсмічні профілі також виявили поховані під товстим шаром осадів пост-міоценові канали, деякі з яких розташовані на глибині 1 100 метрів нижче сучасного рівня моря, перетинають східну частину Лаврентійського каналу; висунуто припущення, що ці канали також можуть бути тунельними долинами. Сейсмічні профілі також виявили тунельні долини на банках Банкеро та Сейбл.
Південна Америка
Льодовик Періто-Морено розташований на півдні Південно-Патагонського льодовикового поля і закінчується у озері Архентіно на 50°30′ пд. ш. 73°6′ зх. д. / 50.500° пд. ш. 73.100° зх. д.. Він ділить це озеро на канал Лос Темпанос та рукав Ріко, перекриваючи канал льодовиковою греблею. Озеро Архентіно періодично прориває раптовими повенями дамбу, спочатку витікаючи через тунель, крижаний дах якого обвалюється і утворіється відкритий канал.

## Розподіл у часі
В історії Землі відомо 5 льодовикових ер; зараз Земля перебуває у Четвертинному зледенінні. Ідентифіковано існування тунельних долин у 4 з 5 ер.
| Назва                  | Час (млн.р. тому)   | Період                                      | Ера              | Регіони поширення тунельних долин                                                                                         |
| ---------------------- | ------------------- | ------------------------------------------- | ---------------- | --- |
| Четвертинне зледеніння | 2,58 — поточний час | Неогеновий період                           | Кайнозойська ера | Тунельні долини у північній Азії, Європі, Північній Америці та Антарктиці                                                 |
| Льодовикова ера Карру  | 360–260             | Кам'яновугільний період та Пермський період | Палеозойська ера | Відомі тунельні долини у свідченнях льодовиків Карбону та Пермського періоду в Австралії та Південної Африки.             |
| Андо-Сахарський        | 450–420             | Ордовик та Силур                            | Палеозойська ера | Тунельні долини у Йорданії, Саудівській Аравії, Мавританії, Малі, Марокко, Алжирі, Лівії, Тунісі, Нігері, Чаді та Судані. |
| Кріогеній              | 800–635             | Кріогеній                                   | Неопротерозой    | Відомі тунельні долини у страті кріогенію в Омані та Мавританії.                                                          |
| Гуронське зледеніння   | 2100–2400           | Сидерій та Рясій                            | Палеопротерозой  | |